# Emilio Lledó Íñigo
Emilio Lledó Íñigo (Sevilla, 5 de novembre de 1927) és un filòsof espanyol.

## Biografia
Emilio Lledó va néixer a Sevilla el 1927, encara que amb sis anys es va traslladar al districte madrileny de Vicálvaro. Es va llicenciar en filosofia a la Universitat de Madrid el 1952. Li van concedir una beca de la fundació Alexander von Humboldt-Stiftung i va conèixer Hans-Georg Gadamer, Karl Löwith i Otto Regenbogen, qui va encaminar-lo cap a la filologia clàssica.
| « | Dialogar amb els clàssics és sempre una meravella, i si és possible més encara en moments de soledat. Em reconforta molt enmig d'aquest caos que no arribo a comprendre. | » |

El 1955 es va incorporar a la Universitat de Madrid com ajudant de Santiago Montero Díaz. El 1964 va obtenir la càtedra de fonaments de filosofia i història dels sistemes filosòfics de la Universitat de La Laguna, traslladant-se, el 1967, a la Universitat de Barcelona fins al 1978, any que es va traslladar a la Universitat Nacional d'Educació a Distància de Madrid, on hi va ensenyar fins a la jubilació.
Va ser llavors quan començar a escriure més a fons el que durant tota la seva vida havia estat matèria de classes. Així, doncs, va conformar una obra que queda avui com a exemple del pensament multidisciplinari: e l'epicureisme a l'educació, del llenguatge al pont que uneix l'hel·lènic amb el present, de l'ètica a la felicitat, de l'amistat al mecanisme silent de l'escriptura.
El 1988 va ser nomenat membre vitalici de l'Institut per a Estudis Avançats de Berlín, ciutat en què es va establir durant tres anys a partir de 1990, i en la que va rebre el premi Alexander Von Humboldt del govern d'Alemanya. Escollit membre de la Real Academia Española de la Lengua l'11 de novembre de 1993, en va prendre possessió el 27 de novembre de 1994, ocupant la butaca «ela minúscula» i el càrrec d'Acadèmic Bibliotecari, amb la comesa de fixar adequadament els termes de la filosofia al Diccionario de la lengua española.

## Pensament
El seu treball intel·lectual es mou entre la interpretació de textos claus de la història de la filosofia, i la meditació teòrica sobre aquesta labor d'interpretació. Està arrelat en el corrent hermenèutic i considera que el llenguatge és l'element essencial en el pensar i en l'instal·lar-se de l'home en la societat o en la naturalesa. La filosofia no és sinó la meditació sobre tal instal·lació, i la història de la filosofia s'entén com «memòria col·lectiva» del complex procés seguit per la humanitat.
| « | Entre tant excés d'informació, de paraules refregides, i pitjor encara, entre tanta desinformació, la ciutadania ha de poder plantejar-se les preguntes pròpies d'una ment lliure: qui ens diu la veritat, qui ens enganya, qui ens vol manipular. | » |

## Obra publicada
- El concepto 'poíesis' en la filosofía griega. Heráclito, Sofistas, Platón, 1961.
- Filosofía y lenguaje, 1970.
- La filosofía, hoy, Salvat, 1975.
- Lenguaje e historia, Dykinson, 1978.
- La memoria del logos, Taurus, 1984.
- El Epicureísmo, Editorial Taurus, Madrid, 1984.
- El silencio de la escritura, 1991.
- El surco del tiempo: meditaciones sobre el mito platónico de la escritura y la memoria, Crítica, 1992
- Memoria de la ética, 1994.
- Días y libros. Pequeños artículos y otras notas, 1994.
- Palabras entrevistas, Junta de Castilla y León, 1997.
- Imágenes y palabras: ensayos de humanidades, Taurus, 1998.
- Elogio de la infelicidad, 2005.[4]
- Ser quien eres. Ensayos para una educación democrática, Prensas Universitarias de Zaragoza, 2009.
- El marco de la belleza y el desierto de la arquitectura, Biblioteca Nueva, 2009.
- El origen del diálogo y de la ética. Una introducción al pensamiento de Platón y Aristóteles, Editorial Gredos, 2011.
- Los libros y la libertad, RBA, 2013.
- Palabra y humanidad, KRK, 2015.
- Pensar es conversar. Diálogo entre filósofos, amb Manuel Cruz, RBA, 2015.
- Fidelidad a Grecia, 2015.
- Dar razón. Conversaciones, KRK, 2017.
- Sobre la educación, Taurus, 2018.[5]
- Palabras en el tiempo. Abecedario filosófico, 2019.[6]

## Reconeixements
- El 1992 va rebre el Premi Nacional d'assaig de les Lletres Espanyoles, per l'obra El silencio de la escritura.[7]
- En 2004 se li va atorgar el XVIII Premi Internacional Menéndez Pelayo en reconeixement de la seva trajectòria com investigador i docent en el domini de les Humanitats.[8]
- En 2007 li va concedir el II Premi Fernando Lázaro Carreter creat per la Fundació Germán Sánchez Ruipérez.[9][10]
- El 2014 va rebre el Premi Nacional de les Lletres Espanyoles.[11]
- El maig de 2015 fou guardonat amb el Premi Príncep d'Astúries de Comunicació i Humanitats.[12]